# 舊海軍佐世保鎮守府凱旋紀念館

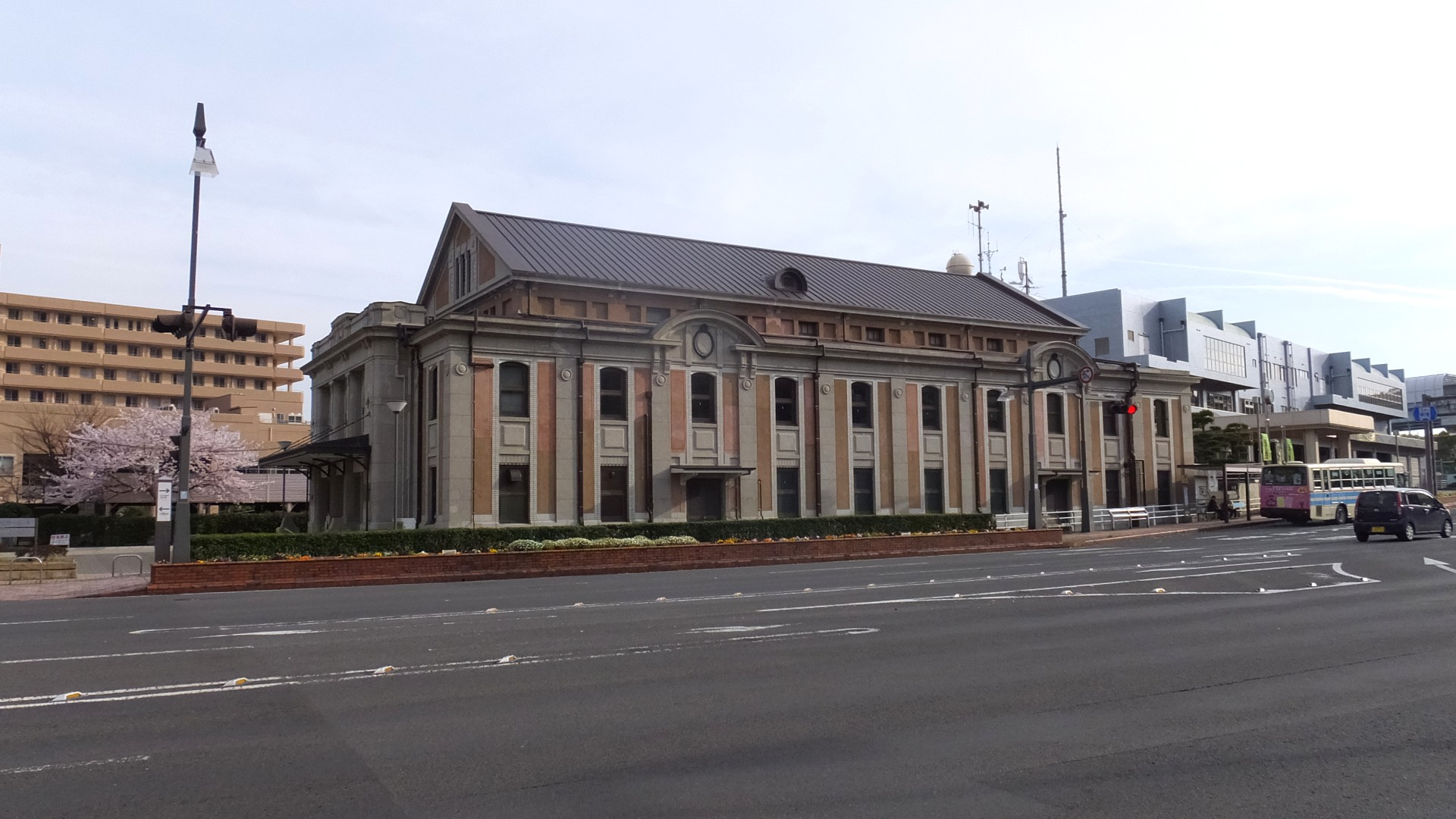

舊海軍佐世保鎮守府凱旋紀念館（日语：旧海軍佐世保鎮守府凱旋記念館、きゅうかいぐ んさせぼちんじゅふがいせんきねんかん）是日本長崎縣佐世保市平瀨町的一座歷史建築，也是日本的登録有形文化財。現在這座建築被作為佐世保市管理的佐世保市民文化廳使用。建築竣工於1923年。1997年，該建築被列入日本的登錄有形文化財。